# SN 2007on
SN 2007on — сверхновая звезда типа Ia, вспыхнувшая 5 ноября 2007 года в галактике NGC 1404, которая находится в созвездии Эридан.

## Характеристики
Сверхновая была зарегистрирована французской командой астрономов в рамках проекта TAROT (фр. Telescopes a Action Rapide pour les Objets Transitoires). Вспышка относится к типу Ia — важному классу объектов, необходимых для вычисления скорости расширения Вселенной. Современная теория объясняет их появление результатом взрыва белого карлика в двойной системе. Но до сих пор неясно, что является пусковым моментом для взрыва этого типа: столкновение двух белых карликов или же один белый карлик становится нестабильным в условиях падающего на него чрезвычайно огромной массы аккреционного вещества.

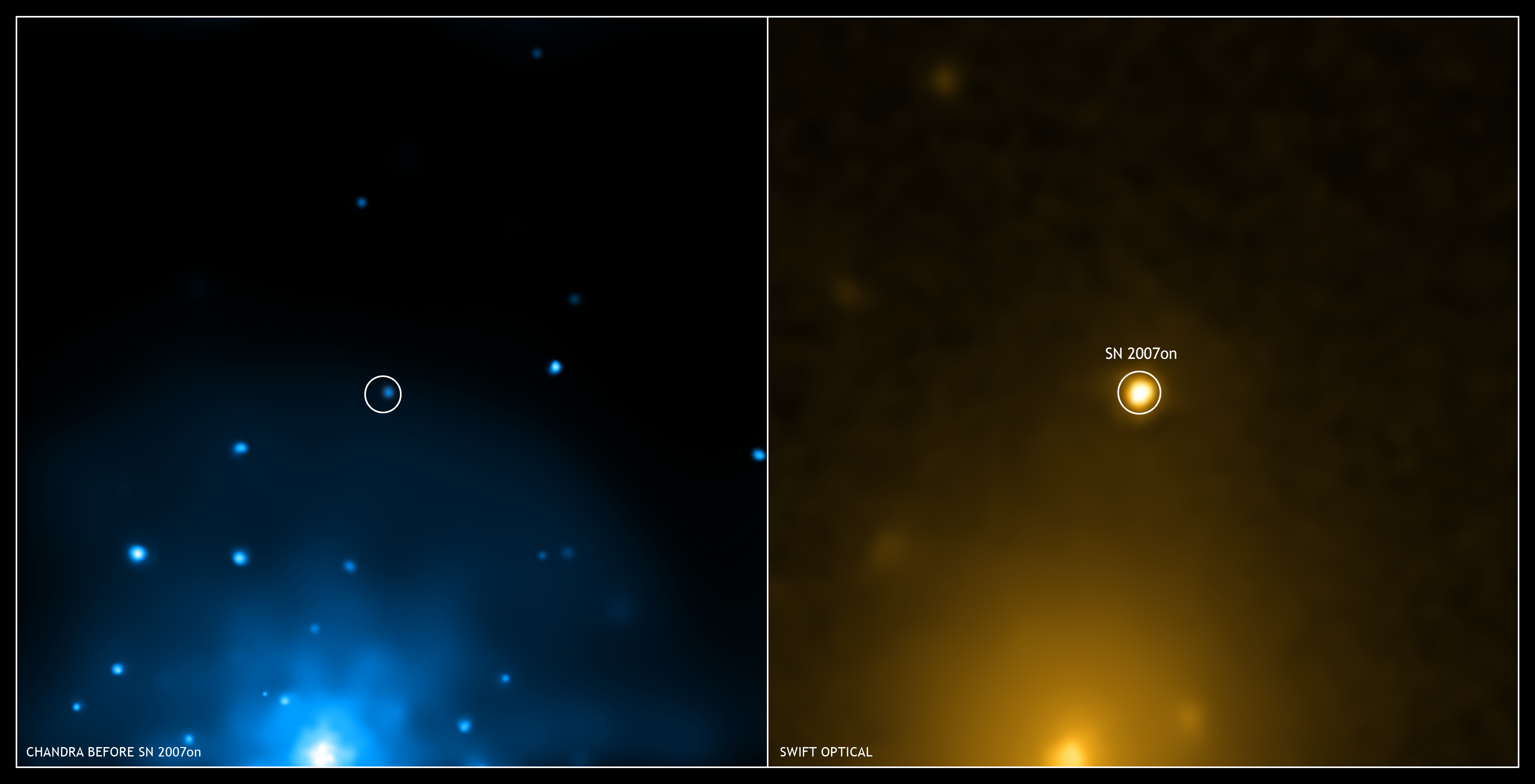
Источник рентгеновского излучения до вспышки сверхновой на снимке телескопа Chandra (слева) и сверхновая SN 2007on (справа).

SN 2007on расположена на 12" к западу и на 68" к северу от центра родительской галактики. Взорвавшаяся звезда, к сожалению, не была идентифицирована на снимках, сделанных до вспышки. Однако на одной из фотографий космического телескопа Chandra, сделанной за четыре года до описываемого события, учёные обнаружили. рентгеновский объект на месте SN 2007on, который должен был быть прародителем сверхновой. Но более точные измерения показали разницу в местоположениях данного источника и SN 2007on, поэтому они, скорее всего не связаны между собой. Интересно, что описываемый источник рентгеновского излучения исчез после вспышки сверхновой.